# Don Lavoie
Donald Charles "Don" Lavoie (4 de abril de 1951 a 6 de noviembre de 2001) fue un economista estadounidense de la escuela austriaca. Trabajó en el Instituto Cato. Escribió dos libros sobre el problema del cálculo económico. Su primer libro sobre este tema fue Rivalry and Central Planning (Cambridge University Press, 1985). Este libro hizo hincapié en la importancia del proceso de la rivalidad competitiva en los mercados. Su segundo libro fue National Economic Planning: What Is Left? (Cambridge, Massachusetts: Ballinger Publishing Company, 1985). Este libro aborda el problema de la planificación no exhaustiva. Fue influenciado por Friedrich Hayek, Michael Polanyi y Ludwig Lachmann.
Entre sus estudiantes, hay una serie de "contemporáneos" economistas austriacos: Peter Boettke, David Prychitko, Steven Horwitz, Thomas Rustici, Mark Gilbert, Ralph Rector, Emily Chamlee-Wright, Howie Baetjer y Virgilio Storr.
Don Lavoie fue cofundador de la unidad interdisciplinaria conocida como el Programa de Aprendizaje Social y Organizacional de la George Mason University, que ofrece una Maestría en Aprendizaje Organizacional. Lavoie fue galardonado con un doctorado en economía de la Universidad de Nueva York en 1981 para su tesis titulada "La rivalidad y la planificación central: Un nuevo examen del debate sobre el cálculo económico en el socialismo".
Como académico estudió la filosofía de las ciencias sociales (especialmente la aplicación de la hermenéutica a la economía) y sistemas económicos comparados (especialmente las teorías marxistas del socialismo). Junto con Richard Ebeling, Lavoie fue pionero en el intento de fusión de la economía austriaca con la hermenéutica filosófica a finales de 1980, y en particular con la hermenéutica de Hans Georg Gadamer. Su influencia aquí se extendió a muchos de sus estudiantes antes mencionados. Su esfuerzo fue criticado por varios miembros de la escuela Austríaca asociada con el Instituto Mises, especialmente Murray Rothbard y Hans-Hermann Hoppe.
Cuando era un joven profesor, trabajó en la filosofía y práctica del discurso electrónicamente mediado. Sabía de la importancia para las organizaciones de las nuevas formas de cultivar los ambientes de aprendizaje interactivos (entornos de trabajo en grupo y de software de hipertexto) con el fin de mejorar los procesos comunicativos. Mostró la naturaleza fundamental de los procesos de aprendizaje social, ya sea en los intercambios de mercado, en conversaciones verbales, o en el diálogo basado en hipertexto.
En el libro Culture and Enterprise: The Development, Representation and Morality of Business (Nueva York: Routledge, 2000) escrito con Emily Chamlee-Wright, tienen en cuenta el importante papel de la cultura en el desarrollo económico de una nación.
Lavoie fue diagnosticado con cáncer de páncreas en la primavera de 2001, murió de un accidente cerebrovascular más tarde en ese año.